# Val d'Anast
Val d'Anast is een gemeente in het Franse departement Ille-et-Vilaine (regio Bretagne). De plaats maakt deel uit van het arrondissement Redon. Val d'Anast is op 1 januari 2017 ontstaan door de fusie van de gemeenten Campel en Maure-de-Bretagne. De gemeente telde 3.925 inwoners op 1 januari 2022.

## Geografie
De oppervlakte van Val d'Anast bedroeg op 1 januari 2022 77,86 vierkante kilometer; de bevolkingsdichtheid was toen 50,4 inwoners per km².

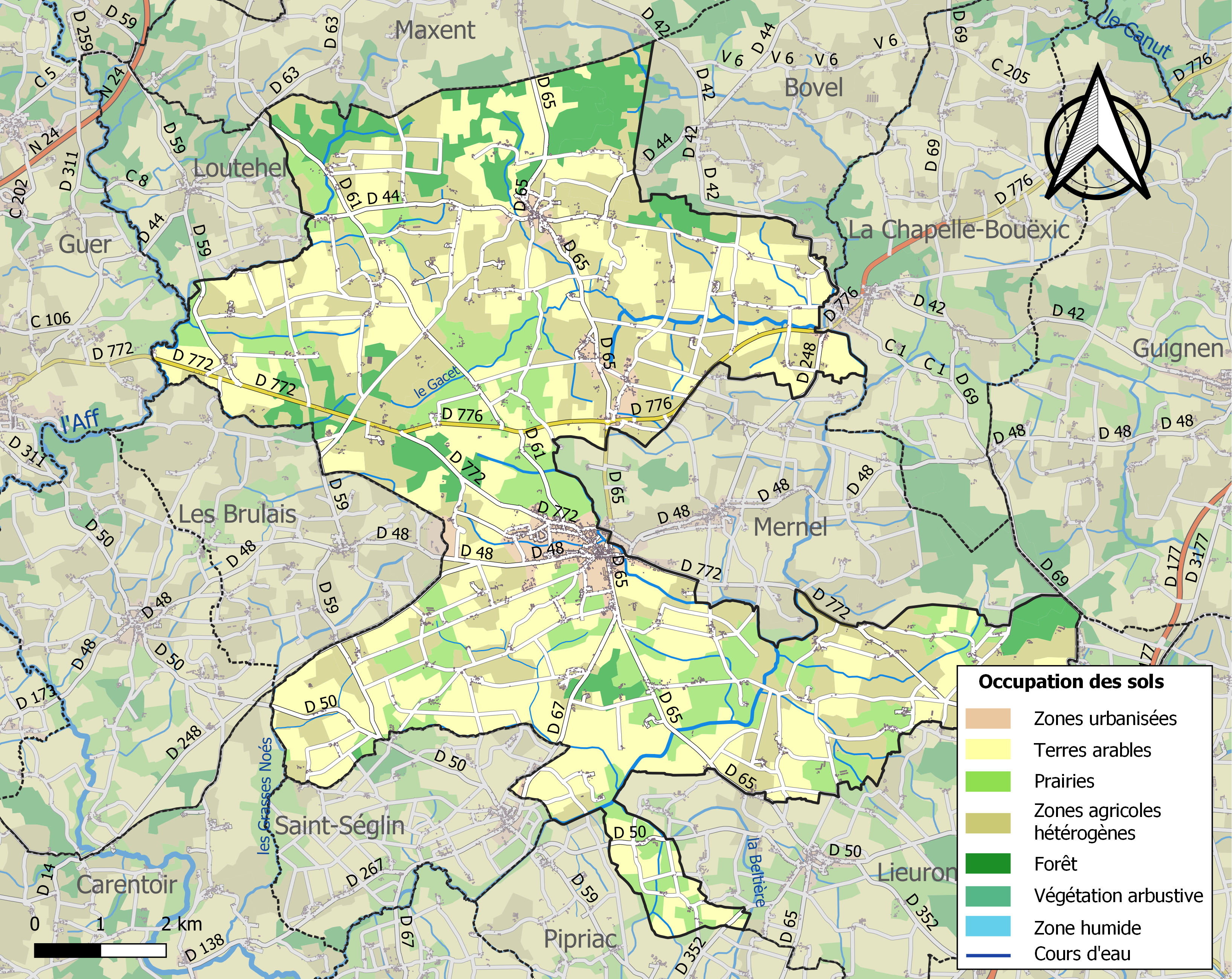
Kaart van de gemeente met belangrijkste infrastructuur, bodemgebruik en omliggende gemeenten